# Aloe branddraaiensis
Aloe branddraaiensis ist eine Pflanzenart der Gattung der Aloen in der Unterfamilie der Affodillgewächse (Asphodeloideae). Das Artepitheton branddraaiensis verweist auf das Vorkommen der Art bei Branddraai in der südafrikanischen Provinz Mpumalanga.

## Beschreibung

### Vegetative Merkmale
Aloe branddraaiensis wächst stammlos und in der Regel einfach. Die 20 bis 25 lanzettlich spitz zulaufenden Laubblätter bilden Rosetten und sind gelegentlich fast zweizeilig oder etwas spiralförmig verdreht. Die grüne Blattspreite ist etwa 35 Zentimeter lang und 8 bis 10 Zentimeter breit. Auf ihrer Oberfläche sind zahlreiche, trübweißliche Längsstriche und viele unregelmäßige, etwas H-förmige weißliche Flecken vorhanden. Die hellbraunen, zurückgebogenen Zähne am Blattrand sind 2 bis 3 Millimeter lang und stehen 10 bis 15 Millimeter voneinander entfernt.

### Blütenstände und Blüten
Der Blütenstand besteht aus zahlreichen Zweigen und erreicht eine Länge von 100 bis 150 Zentimeter. Die unteren Zweige sind nochmals verzweigt. Die kopfigen Trauben sind 3 bis 6 Zentimeter lang, 7 Zentimeter breit und bestehen aus etwa 15 Blüten. Die deltoid spitz zulaufenden Brakteen weisen eine Länge von 8 Millimeter auf. Die an der Basis trüb scharlachroten Blüten sind an ihrer Mündung heller. Sie stehen an 20 Millimeter lange Blütenstielen. Die Blütenstiele an den seitlichen Trauben sind kürzer. Die Blüten sind 27 Millimeter lang und an ihrer Basis gerundet. Auf Höhe des Fruchtknotens weisen die Blüten einen Durchmesser von 5,5 Millimeter auf. Darüber sind sie auf 3,5 Millimeter verengt und schließlich zur Mündung auf 6 Millimeter erweitert. Ihre äußeren Perigonblätter sind auf einer Länge von 7 Millimetern nicht miteinander verwachsen. Die Staubblätter und der Griffel ragen kaum aus der Blüte heraus.

### Genetik
Die Chromosomenzahl beträgt {\displaystyle 2n=14}.

## Systematik und Verbreitung
Aloe branddraaiensis ist in der südafrikanischen Provinz Mpumalanga auf felsigen Hügeln zwischen Gras und im Schatten von Büschen in Höhen von etwa 1000 Metern verbreitet.
Die Erstbeschreibung durch Barend Hermanus Groenewald wurde 1940 veröffentlicht.

## Nachweise